# Alexander Nitzberg

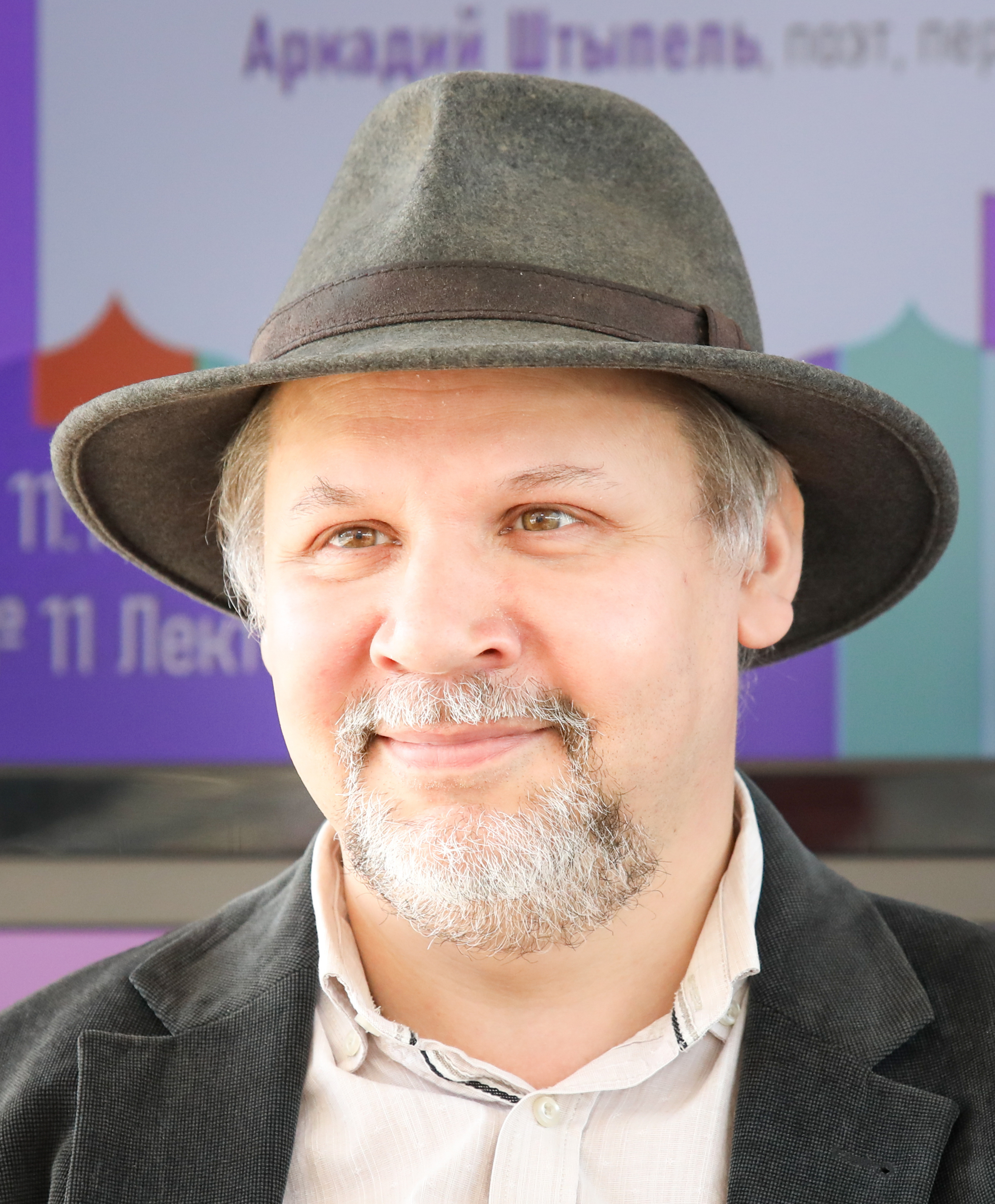
Alexander Nitzberg (2021)

Alexander Nitzberg (* 29. September 1969 in Moskau) ist ein deutsch-österreichischer Autor und Übersetzer.

## Leben
Nitzberg stammt aus einer russisch-jüdischen Künstlerfamilie. Seine Mutter Ella Opalnaja war in Moskau Museumskustodin und Theaterregisseurin, der Vater Maler und Bildhauer. 1980 kam Nitzberg mit seinen Eltern nach Wien, von dort siedelte die Familie nach Dortmund über, wo er das Goethe-Gymnasium absolvierte. 1990 begann er sein Studium der Germanistik und Philosophie an der Heinrich-Heine-Universität in Düsseldorf.
Im Düsseldorfer Grupello Verlag arbeitete Nitzberg 1996 bis 2000 als Lektor und Herausgeber der Lyrikreihe Chamäleon. Nachdem sich John Linthicum Ende der 1990er Jahre aus dem Düsseldorfer Literaturleben zurückgezogen und in die USA zurückgekehrt war, übernahm Nitzberg die Leitung des Salons im Literaturcafé Schnabelewopski im Heinrich-Heine-Geburtshaus. Gemeinsam mit Wolfgang Reinke konzipierte er die an verschiedenen Leseorten durchgeführte Lyrikreihe Elfenbeinturm. Dichter lesen Dichter.
2010 übersiedelte Nitzberg mit seiner Familie nach Wien, wo er seitdem als freier Schriftsteller, Übersetzer, Publizist, Librettist und Rezitator lebt. In Wien beteiligte er sich an der Konzeption der Reihe „Stunde der literarischen Erleuchtung“ im Literarischen Quartier „Alte Schmiede“ und trat regelmäßig mit Lesungen und Rezitationsabenden in Erscheinung. 2019 wurde er für seine Arbeiten mit dem Österreichischen Staatspreis für literarische Übersetzung ausgezeichnet.
Nitzberg war auch als Lyrik-, Übersetzungs- und Rezitationslehrer tätig und publizierte dazu. Er unterrichtete unter anderem bei der vom Literaturbüro Unna alljährlich veranstalteten Sommerakademie für den literarischen Nachwuchs und am Institut für Sprachkunst der Universität für Angewandte Kunst in Wien.
Im Jahr 2023 kehrte Nitzberg nach Russland zurück, wo er mittlerweile an der Staatlichen Universität Moskau (МГУ), Fakultät für Übersetzen (Высшая школа перевода), lehrt.

## Künstlerisches Schaffen
1997 machte Peter Rühmkorf in seinem Essay „Rühmen und am Lattenzaun der Marktorientierung rütteln“ auf Nitzberg aufmerksam, er würdigte ihn als einen „Traditionalisten der klassischen Moderne […] sogar mit dem nötigen Kampfgeist, den die anfechtbare Stellung herausfordert“ und verteidigte ihn gegen seine Kritiker. 1999 nahmen Nitzberg und der Avantgardist Thomas Kling gemeinsam Gedichte der russischen Futuristen auf (CD Dampfbetriebene Liebesanstalt). 2002 wurde Nitzberg mit dem Förderpreis zum Joachim-Ringelnatz-Preis der Stadt Cuxhaven ausgezeichnet. Nitzberg verfasste nach einem unveröffentlichten Roman des österreichischen Dichters Francisco Tanzer das Libretto zu der Oper „Die Befreiung“ des Wiener Komponisten Herbert Lauermann, die 2001 in Ulm urausgeführt wurde.
Seine pädagogischen und ästhetischen Prinzipien formulierte er in dem Lehrbuch „Lyrik Baukasten. Wie man ein Gedicht macht“ (Dumont, 2006).
Seit den 1990er Jahren übersetzte Nitzberg Werke fürs Theater (darunter sämtliche Dramen von Anton Tschechow und Daniil Charms). Ab 2012 trat er zunehmend auch als Übersetzer russischer Kunstprosa hervor, insbesondere der Werke von Michail Bulgakow, Boris Sawinkow und Fjodor Dostojewski.
Nitzbergs 2012 erschienenen Lyrikband „Farbenklavier“ pries Peter Rühmkorf „für die organische Schlüssigkeit ihrer Bildfindung und für ihre Metaphern, die sich so selbstverständlich aus der Wahrnehmung speisen“.

## Position zum russischen Überfall auf die Ukraine 2022
Wenige Tage nach dem russischen Überfall auf die Ukraine 2022 sagte Nitzberg in einem Interview des Wiener Standards: „Kriegszeiten sind Zeiten der Propaganda. Jeder Misserfolg wird dem Gegner in die Schuhe geschoben. Wenn Sie in einem Hochhaus sitzen und einen Granateneinschlag beobachten – woher wollen Sie wissen, von welcher Seite das Geschoss stammt?“ Er wiederholte die Aussage des russischen Außenministers Sergei Lawrow, der zufolge „das russische Volk das ukrainische respektiere und als sein Brudervolk ansehe“. Zudem warf er Kollegen, die sich gegen den russischen Angriffskrieg positionierten, „Hysterie“ vor. Die FAZ nannte Nitzbergs Aussagen eine „Kaskade menschenverachtender Dummheiten“ sowie „Kreml-Propaganda“. Udo Bachmair, Präsident der Vereinigung für Medienkultur, schrieb dagegen: „Selten hat ein Zeitungsinterview derartig hasserfüllte Postings ausgelöst. (...) Wohltuend jenseits von Kriegspropaganda sind Veröffentlichungen, die etwas gemäßigter und differenzierter ausfallen. So das erwähnte Interview, das Standard-Redakteur Ronald Pohl mit dem in Wien lebenden Autor und Übersetzer Alexander Nitzberg geführt hat.“
Schließlich kehrte Nitzberg nach Russland zurück. Als Grund nannte er zunehmende Gefühle des Unwohlseins in einer westlich-europäischen Gesellschaft, in der er zunehmend Meinungsfreiheit und Gedankenfreiheit unterdrückt sieht; er fühlte sich verfolgt.

## Auszeichnungen
- 1996: Düsseldorfer Lyrikpreis
- 1998: Förderpreis für Literatur der Landeshauptstadt Düsseldorf[25]
- 1998: Förderpreis des Landes Nordrhein-Westfalen für Literatur
- 2002: Förderpreis zum Joachim-Ringelnatz-Preis Cuxhaven
- 2008: Förderpreis zum Hugo-Ball-Preis der Stadt Pirmasens
- 2009: Fellowship-Stipendium der Stiftung Insel Hombroich
- 2013: Jane Scatcherd-Preis
- 2013: Read Russia Prize[26]
- 2019: Staatspreis für literarische Übersetzung[27]

## Werke

### Lyrik
- Getrocknete Ohren. Gedichte. 1996, ISBN 3-928234-48-X.
- Im Anfang war mein Wort. Neue Gedichte. 1998, ISBN 3-928234-81-1.
- „Na also!“ sprach Zarathustra. 2000, ISBN 3-933749-30-1.
- Lyrik Baukasten. Wie man ein Gedicht macht. 2006, ISBN 3-8321-7953-4.
- Farbenklavier. Gedichte. 2012, ISBN 978-3-518-42277-9.

### Libretti
- zur Oper Die Befreiung von Herbert Lauermann nach einem unveröffentlichten Roman von Francisco Tanzer (2001).
- zur Oper Das Sternenkind von Hans-André Stamm nach dem gleichnamigen Märchen von Oscar Wilde (2005).

### Essays
- Zerhacktes oder Zusammengehämmertes? Über Norbert Langes Lyrik. Essay. In: BELLA triste. Nr. 17, Hildesheim 2007.
- Das Schuhgeschäft der Poesie. Ulrike Draesner probiert Anja Utlers Gedichte an. Essay. In: BELLA triste. Nr. 18, Hildesheim 2008.

### Übersetzungen (Auswahl)
- Igor Sewerjanin: Lyrik. Christus und Antichrist (russisch und deutsch). IMA-Print, Moskau 1992.
- Maximilian Woloschin: Die Pfade Kains. Tragödie der materiellen Kultur (russisch und deutsch). Die Pforte, Dornach 2004, ISBN 3-85636-157-X.
- Anna Radlowa: Der Flügelgast / Das Schiff der Gottesmutter (russisch und deutsch). Gedichte / Drama. Die Pforte, Dornach 2006, ISBN 3-85636-161-8.
- Michail Bulgakow: Meister und Margarita. Roman. Galiani, Berlin 2012, ISBN 978-3-86971-058-7.
- Maxim Amelin: Arkadentempel. Gedichte (russisch-deutsch). Klever Verlag, Wien 2013, ISBN 978-3-902665-62-1.
- Michail Bulgakow: Das hündische Herz. Erzählung. Galiani, Berlin 2013, ISBN 978-3-86971-069-3 (Von Christian Gralingen illustrierte Neuausgabe: Edition Büchergilde, Frankfurt am Main 2016, ISBN 978-3-86406-062-5).
- Michail Bulgakow: Die verfluchten Eier. Roman. Galiani, Berlin 2014, ISBN 978-3-86971-092-1.
- Fjodor Michailowitsch Dostojewski: Der Spieler oder Roulettenburg. Roman. dtv, München 2016, ISBN 978-3-423-28097-6.
- Boris Sawinkow: Das fahle Pferd. Roman. Galiani, Berlin 2017, ISBN 978-3-86971-145-4.